# Komuna e Macukullit
Komuna e Macukullit är en kommundel och tidigare kommun i Albanien.   Den ligger i prefekturen Qarku i Dibrës, i den norra delen av landet, 50 km nordost om huvudstaden Tirana.
Omgivningarna runt Komuna e Macukullit är en mosaik av jordbruksmark och naturlig växtlighet.  Runt Komuna e Macukullit är det ganska tätbefolkat, med 54 invånare per kvadratkilometer.